# واين دود
واين دود (بالإنجليزية: Wayne Dowd)‏ هو محامي أمريكي، ولد في 1 نوفمبر 1941، وتوفي في 16 يونيو 2016.